# Erloy
Erloy – miejscowość i gmina we Francji, w regionie Hauts-de-France, w departamencie Aisne.
Według danych na styczeń 2014 roku gminę zamieszkiwały 92 osoby, a gęstość zaludnienia wynosiła 12,4 osób/km².